# کاپا مارافسای
کاپا مارافسای یک ستاره است که در صورت فلکی مارافسای قرار دارد.